# Torwartmaske
Die Torwartmaske ist Bestandteil der Schutzausrüstung im Eishockey, Hockey und verwandten Sportarten, der dem Schutz des Gesichtes des jeweiligen Torwarts dient.

## Geschichte

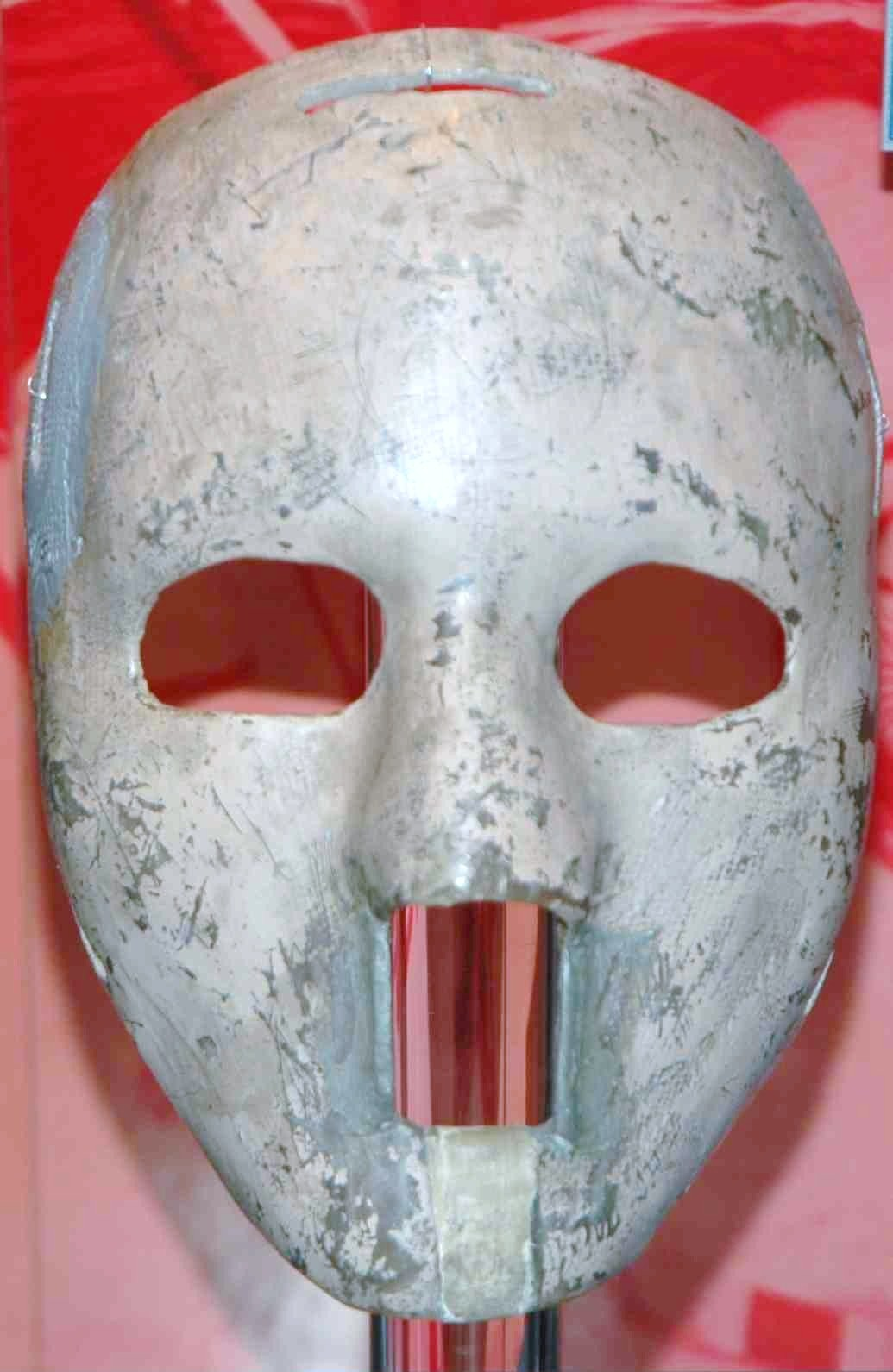
Die Originalmaske von Plante wird in der Hockey Hall of Fame ausgestellt

Clint Benedict trug als erster Eishockeytorhüter eine Maske, als er in den zwanziger Jahren seine Nase schützte, die er sich kurz zuvor gebrochen hatte. Nachdem die Verletzung verheilt war, legte er die Maske jedoch wieder ab – und zog sich schon kurz danach wieder einen Nasenbeinbruch zu, der seine Karriere beendete. Erst Ende der 1950er Jahre begannen die Torhüter in der National Hockey League, in jedem Spiel den Gesichtsschutz zu tragen. Jacques Plante war der Vorreiter, nachdem er von einem Puck im Gesicht getroffen wurde. Er trug eine aus glasfaserverstärktem Kunststoff (GfK) hergestellte Maske, die an sein Gesicht angepasst war und hinter dem Kopf mit Lederriemen oder Gummibändern befestigt wurde. Allerdings schützte sie ausschließlich das Gesicht, der Rest des Kopfes blieb weiterhin ungeschützt. Dieses Modell entwickelte sich zum Standard für Torhüter und bot ihnen die Möglichkeit, weniger Gegentore hinzunehmen, da sie viel öfter auf die Knie gehen konnten, um Schüsse abzuwehren, ohne gefährliche Kopf- und Gesichtsverletzungen zu riskieren. Gump Worsley war 1969 der letzte Torhüter, der ohne Maske den Stanley Cup gewinnen konnte. Nachdem er und Joe Daley in der Saison 1973/74 sich auch für eine Maske entschieden hatten, verblieb Andy Brown von den Pittsburgh Penguins als letzter Torhüter ohne Maske in der NHL. Brown wechselte danach in die World Hockey Association und spielte dort bis zu seinem Karriereende nach der Saison 1976/77 ohne Gesichtsschutz.

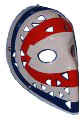
Die Fiberglasmaske von Ken Dryden

In den 1970er Jahren entwickelte sich die Torwartmaske weiter, die durch ihre größere Oberfläche fast den kompletten Kopf schützte und somit noch weniger Verletzungen zuließ.
Damals hatte aber schon eine neue Ära der Torwartmaske begonnen. Immer mehr Goalies trugen eine Kombination aus einem einfachen Eishockeyhelm eines Feldspielers und einem Gitterschutz. Diese inzwischen wieder unübliche Version wurde in der NHL zuletzt noch bis 2008 bzw. 2011 von Detroits Torhütern Dominik Hašek und Chris Osgood getragen. Problematisch bei diesen Modellen ist, dass sie die Wucht eines hart geschossenen Schlagschusses nicht besonders gut ableiten können, jedoch haben die Torhüter mit dieser Art von Kopfschutz ein größeres Sichtfeld.

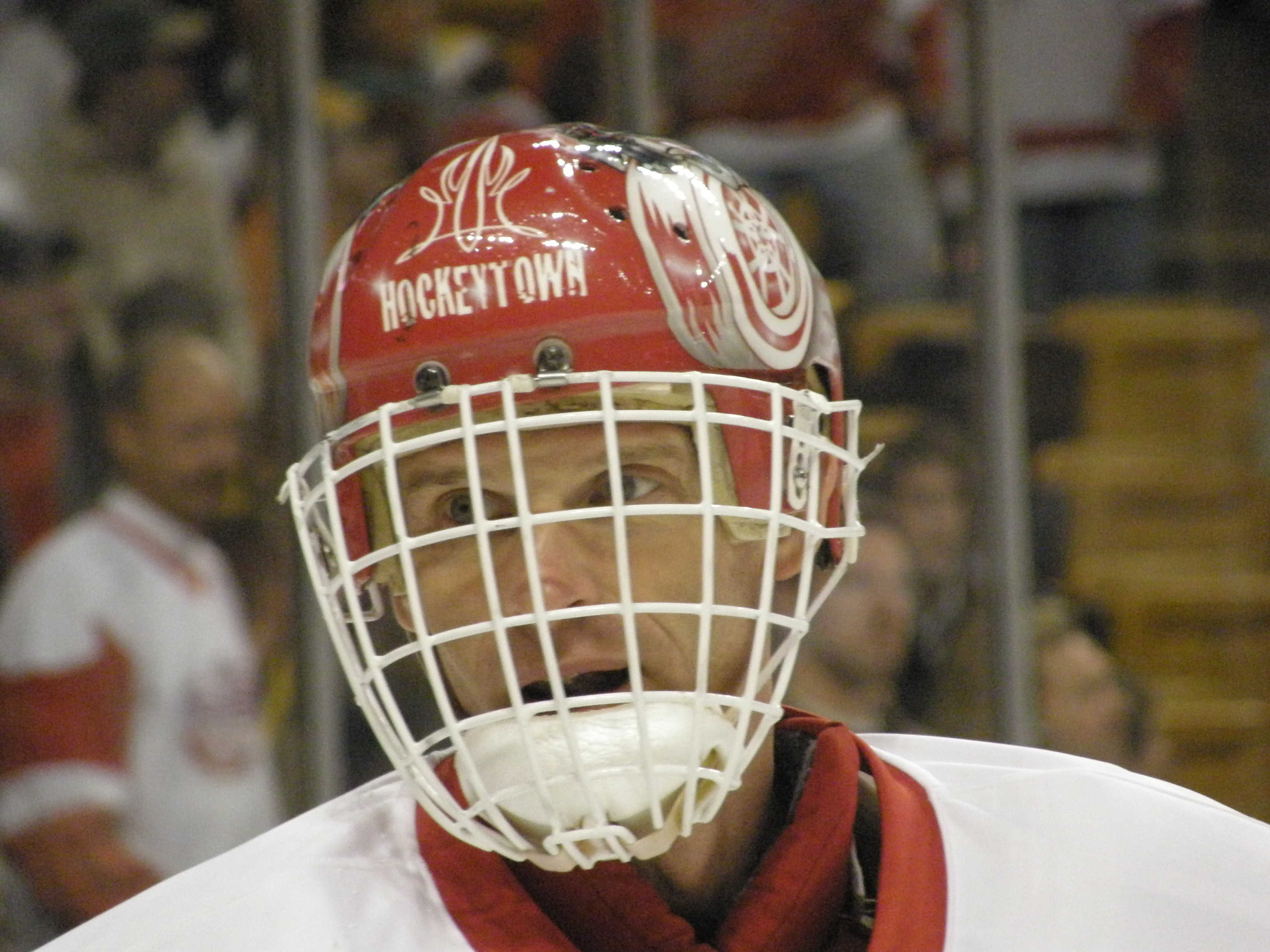
Dominik Hašek mit Helm-Gitterschutz-Kombination

Mitte der achtziger Jahre gingen die Torhüter wieder zu den GfK-Masken zurück, wie sie schon in den 1970er Jahren von Ken Dryden und Bernie Parent getragen wurden, da sie den Torhüter besser vor schweren Einschlägen schützte. Die wichtigste Änderung war aber, dass es keine separaten Öffnungen für jedes Auge sowie Atemlöcher gab, sondern eine Öffnung, die von den Augenbrauen bis zum Mund reichte und durch ein Gitter geschlossen wurde. Dieses Modell etablierte sich und ist noch heute die von den meisten Torhütern getragene Maske. Das Modell besteht aus der Maske selbst, die das Gesicht, die Schädeldecke und die Seite des Kopfes schützt, und aus einer separaten Platte, die den Hinterkopf schützt und mit Gummibändern an der Maske befestigt ist. Noch heute werden Torwartmasken aus mit Glasfasern verstärktem Kunststoff hergestellt, einige Modelle aber auch mit Kohlenstofffasern oder einer Kombination aus Aramid- und Glasfasern.
Sowohl die modernen Masken aus GfK als auch die Helm/Gitterschutz-Kombination werden auch im Hockey, Inline-Skaterhockey, Inlinehockey, Unihockey, Rollhockey und anderen Hockeyvarianten verwendet.

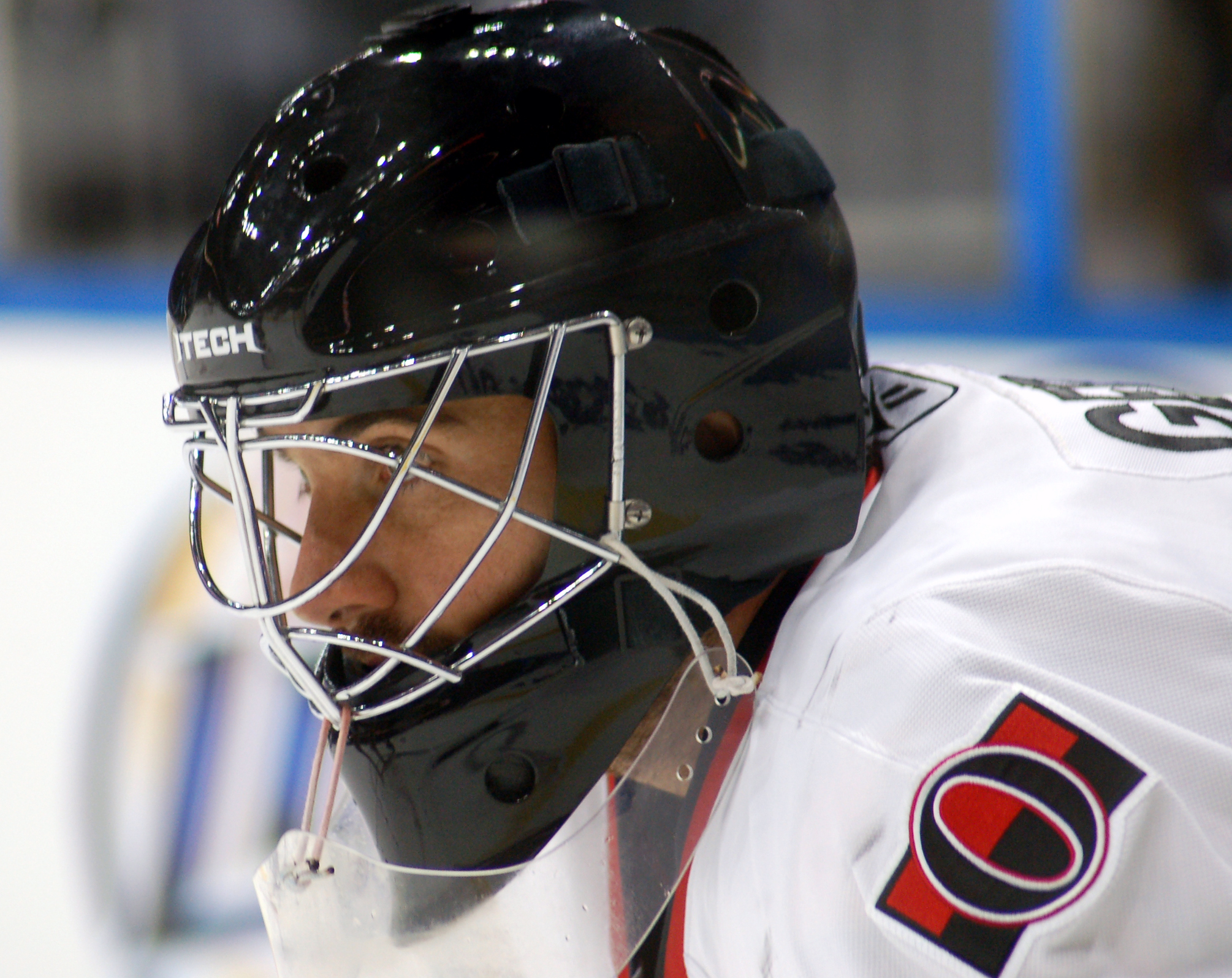
Martin Gerber trägt die heutige Standardmaske mit integriertem Gitterschutz

Bei einem Unfall am 22. März 1989 wurde der ungeschützte Hals des ehemaligen Torwarts Clint Malarchuk von einer Schlittschuhkufe getroffen. Der Schnitt ging so tief, dass er fast verblutet wäre. Dies veranlasste viele Goalies, zusätzlich zu der Torwartmaske Hals-Schützer zu tragen. In vielen Ligen sind sie seitdem vorgeschrieben. Viele neuere Modelle besitzen eine Halterung für Halskrausen oder haben eine verlängerte Form.

## Design
Mit Einführung der Torwartmasken begannen die Torhüter, die Flächen der Masken für Bemalungen zu verwenden. Hauptsächlich wurden die normalerweise weißen Masken in den Mannschaftsfarben bemalt. Gerry Cheevers erlangte einen großen Bekanntheitsgrad, da er auf seine Maske Narben malte. Diese aufgemalten Narben sollten zeigen, wo er sich überall im Gesicht Verletzungen zugezogen hätte, hätte er die Maske nicht getragen.
Heute trägt fast jeder professionelle Eishockeytorwart seine eigene individuell gestaltete Maske, deren aufwendiges Design sich oft an der Mannschaft und deren Farben orientiert. Aber auch persönliche Vorlieben sind auf ihnen zu finden. So hatte der tschechische Torhüter Roman Turek als Fan der Heavy-Metal-Band Iron Maiden auf jeder Maske Eddie, das Maskottchen der Band, verewigt. Bei Martin Brodeur stehen auf der Hinterkopfplatte der Maske die Anfangsbuchstaben von den Namen seiner vier Kinder und auf der Maske von Jaroslav Halák ist Torhüterlegende Patrick Roy zu sehen, der wie Halák seine ersten Schritte im professionellen Eishockeysport bei den Montréal Canadiens machte. Probleme wegen seines Designs bekam 2006 Box-Fan Ray Emery, als er für die Ottawa Senators aktiv war, nachdem er sich den US-amerikanischen Boxer Mike Tyson auf seine Maske malen ließ. Das Management sprach sich wegen Tysons krimineller Karriere gegen das Design aus und Emery ließ sich den kanadischen Boxer George Chuvalo auf seine Maske malen.